# Velyki Hayí
Velyki Hayí (ucraniano: Вели́кі Гаї́; polaco: Gaje Wielkie) es un municipio rural de Ucrania, perteneciente al raión de Ternópil en la óblast de Ternópil.
El municipio, con una población total de unos once mil habitantes, incluye tanto el pueblo de Velyki Hayí (de unos cuatro mil habitantes) como catorce pedanías. El municipio se fundó en 2015 mediante la fusión de los hasta entonces consejos rurales de Velyki Hayí, Bávoriv, Hrabovets, Dýchkiv, Kozivka, Skomorojy y Tovstoluh. Además de estos siete pueblos, pertenecen al actual municipio otros ocho: Biloskirka, Zastavye, Zastinka, Kypyachka, Krásivka, Proshová, Smolianka y Teofílivka.
Se conoce la existencia del pueblo desde 1785, aunque hasta mediados del siglo XX era una pequeña aldea y se consideraba un suburbio de Ternópil, por lo que en la Segunda República Polaca recibía el topónimo de Tarnopolskie Gaje. Tras ocupar la zona la RSS de Ucrania en 1939, se le dio su actual estatus de pueblo. Se desarrolló notablemente a partir de la década de 1960, como un lugar de reubicación para habitantes de la zona que habían sido deportados por el régimen de Stalin a Siberia, y que regresaron a su región de origen en el deshielo de Jrushchov. Antes de la formación del actual municipio en 2015, el pueblo formaba por sí solo un consejo rural sin pedanías.
Se ubica en la periferia suroriental de la capital regional Ternópil, separado de la ciudad por la carretera M19.